# مارتال (تشيشير)
مارتال (بالإنجليزية: Marthall)‏ هي قرية وأبرشية مدنية تقع في المملكة المتحدة في إنجلترا.